# Prisoner of the Night
Prisoner of the Night è un album in studio del gruppo musicale olandese Golden Earring, pubblicato nel 1980 dalla Polydor.

## Tracce
1. "Long Blond Animal  - 3:36
2. "No for an Answer" - 4:13
3. "My Town" - 3:06
4. "Prisoner of the Night" - 4:50
5. "I Don't Wanna Be Nobody Else" - 6:42
6. "Cut 'Em Down to Size" - 3:34
7. "Will and Mercy" - 3:36
8. "Come in Outerspace" – 4:24
9. "Don't Close the Door" - 3:29
10. "Don't Stop the Shaw" - 2:41
11. "Going Crazy Again" – 4:59

## Formazione

### Gruppo
- Barry Hay - voce
- George Kooymans - chitarra
- Eelco Gelling - chitarra
- Rinus Gerritsen -  basso
- Cesar Zuiderwijk –-batteria